# Huevo del Kremlin
El huevo de la Catedral de Uspenski o huevo del Kremlin de Moscú es uno de los pocos huevos imperiales de Fabergé que nunca se vendieron después de la Revolución Rusa. Actualmente, se encuentra en el Museo de la Armería del Kremlin en Moscú.

## Diseño
Es, con mucho, el más grande de los huevos de Fabergé, y se inspiró en la arquitectura de la Catedral de la Dormición de Moscú (Uspenski) en Moscú. Esta catedral fue donde fueron coronados todos los zares de Rusia, incluido el propio Nicolás II.
La cúpula de la catedral (en esmalte vítreo opalescente blanco) es removible, y se puede ver el interior de la iglesia notablemente elaborado. Sus alfombras, pequeños iconos esmaltados y el altar mayor en una placa de vidrio ovalada se hacen visibles a través de cuatro ventanas triples, coronadas por una cúpula dorada y flanqueadas por dos torres estilizadas cuadradas y dos circulares, la primera basada en la Torre Spassky. La torre lleva el escudo de armas del Imperio Ruso y el escudo de armas de Moscú, incrustados con «relojes de campanas». Se encuentra sobre una base de oro almenada y un pedestal de ónix blanco octogonal diseñado como una pirámide y construido con pirámides más pequeñas.

## Sorpresa
La base del huevo contiene una caja de música de oro que reproduce dos cantos de querubines, himnos tradicionales de Pascua que pueden sonar cuando se da cuerda a un mecanismo de relojería mediante una llave de oro. Uno de los himnos es el «Izhe Khveruvimy» (Himno de los Querubines n.º 7 de D. Bortnyansky), uno de los favoritos de Nicolás II.

## Historia

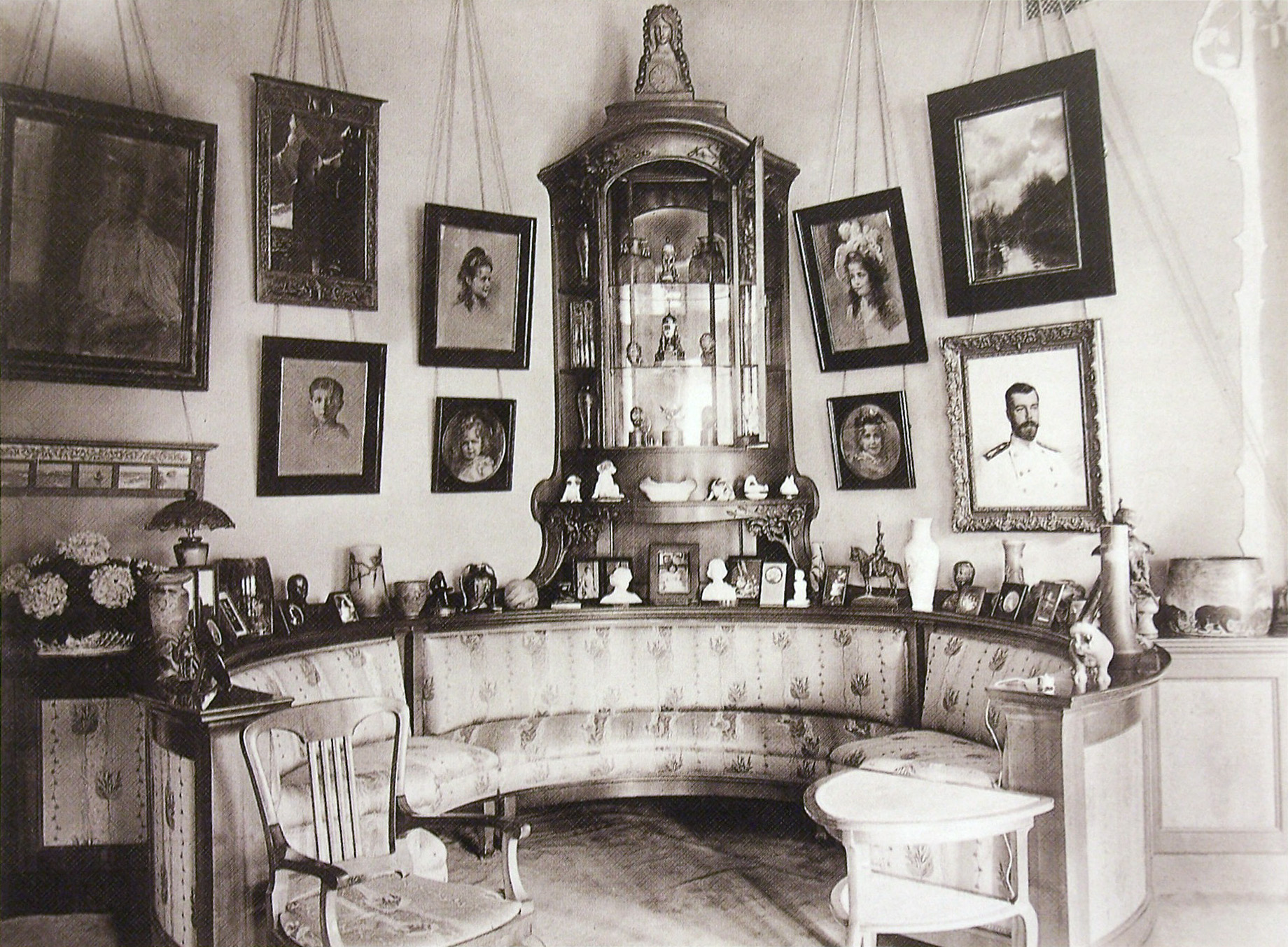
Sofá y gabinete de esquina con el Huevo en la Sala de Arce del Palacio de Alejandro, hacia 1914.

Fue elaborado bajo la supervisión del joyero ruso Peter Carl Fabergé para el zar Nicolás II de Rusia. Fue presentado por Nicolás II como regalo de Pascua a su esposa, la zarina Alejandra Fiodorovna. Conmemora el regreso a Moscú de la pareja real Nicolás II y Alejandra en 1903. Solían evitar la capital histórica debido a su asociación de mal agüero con una estampida accidental durante la coronación de Nicolás, donde cientos de moscovitas murieron aplastados. Se suponía que el huevo en sí se presentaría en 1904 con la fecha grabada al pie en esmalte blanco sobre una placa redonda de oro. Pero la entrega se retrasó debido a la guerra ruso-japonesa (1904-1905). Esto fue seguido por el asesinato en el Kremlin del tío y cuñado favorito de Nicolás, el Gran Duque Sergio Alexandrovich. Por tanto, finalmente, el huevo solo se presentó para la Pascua de 1906. El huevo se mantuvo en la Sala de Arce del Palacio de Alejandro.